# Cyon

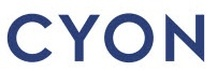
CYON logo

Cyon es una empresa de Corea del Sur, especializada en la fabricación de teléfonos móviles. Pertenece al grupo Cyon, acrónimo de Cyber On. Inició sus actividades en 1997. 
En sus orígenes fue suministradora de baterías de LG Electronics, y en 1997 comenzó a fabricar teléfonos bajo la marca Cyon. Actualmente se dirige principalmente a los mercados domésticos de Japón, China, Europa, Australia, Estados Unidos y Canadá. Sus terminales se caracterizan por un cuidado diseño y que incorporan la última tecnología en móviles: pantallas OLED, conectividad Bluetooth, etc. Hasta la fecha, su principal tecnología patentada ha sido la CDMA (Code division multiple access), pero tiene planes de seguir investigando en el campo de la telefonía móvil.
A pesar de su juventud y de no pertenecer a ninguna gran empresa tecnológica, Cyon tiene presencia en todo el mundo. Los terminales telefónicos de Cyon se comercializan en 25 países. Sus mercados principales son Extremo Oriente, Estados Unidos y Europa.